# Byrdbukta
Die Byrdbukta (norwegisch) ist ein Eishafen an der Prinzessin-Martha-Küste des ostantarktischen Königin-Maud-Lands. Die Bucht liegt an der Westseite der Trolltunga.
Wissenschaftler des Norwegischen Polarinstituts benannten sie nach dem US-amerikanischen Polarforscher Richard Evelyn Byrd (1888–1957).